# Le Relecq-Kerhuon
Le Relecq-Kerhuon è un comune francese di 11 215 abitanti situato nel dipartimento del Finistère nella regione della Bretagna.

## Società

### Evoluzione demografica
Abitanti censiti